# Glencora Ralph

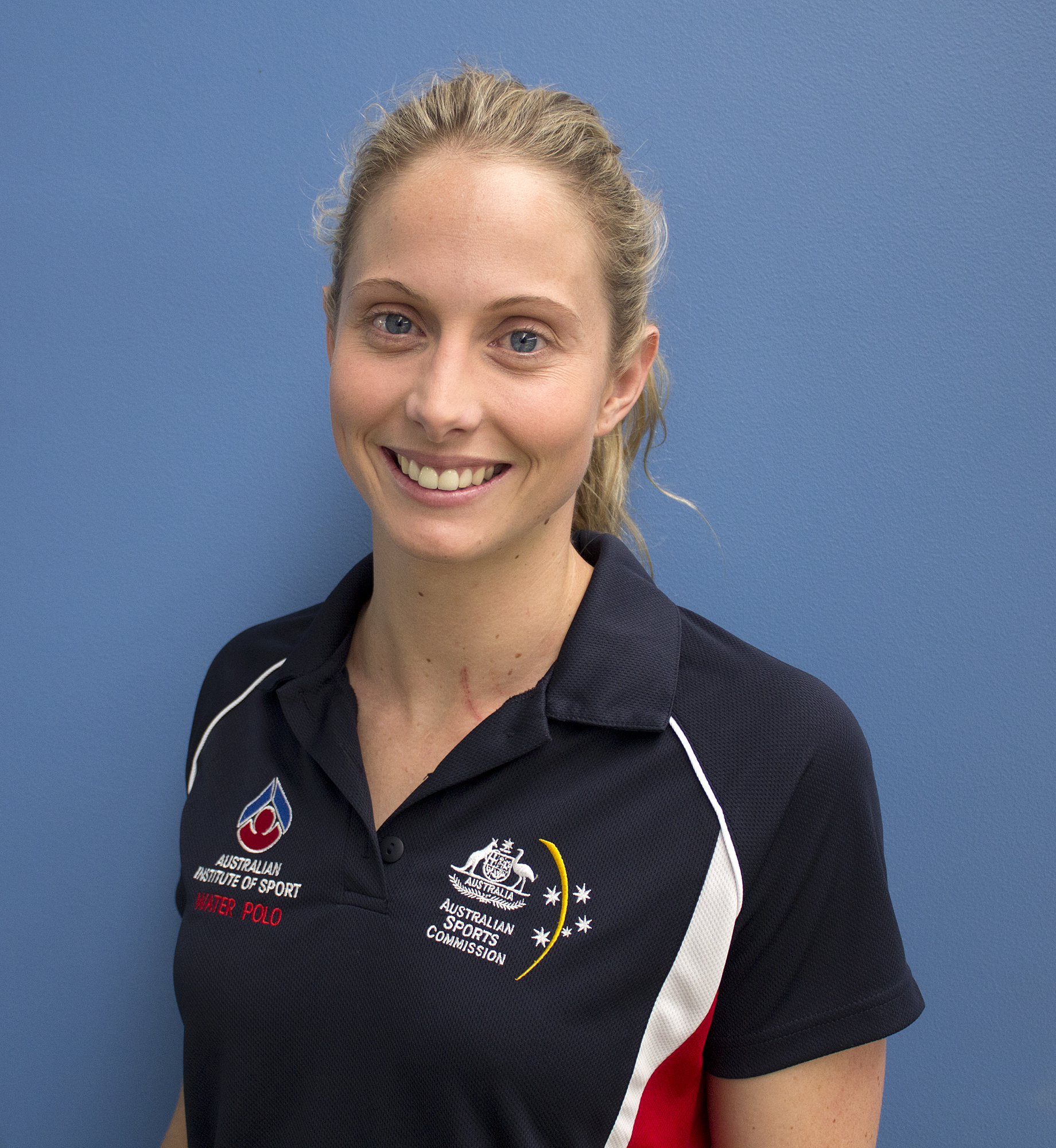
Glencora Ralph (2012)

Glencora „Glennie“ Ralph, ab 2013 Glencora „Glennie“ McGhie (* 8. August 1988 in Geraldton, Western Australia), ist eine ehemalige australische Wasserballspielerin. Sie war Olympiadritte 2012 und Weltmeisterschaftszweite 2013.

## Sportliche Karriere
Die 1,78 Meter große Rückraumspielerin Glencora Ralph spielte beim Melville Water Polo Club in Bicton.
Ralph gewann mit der australischen Juniorinnennationalmannschaft 2007 den Juniorinnen-Weltmeistertitel.
Ihr erstes großes internationales Turnier im Erwachsenenbereich war die Weltmeisterschaft 2009, dort wurde sie mit der australischen Wasserballnationalmannschaft Sechste. Ralph warf im Spiel um den fünften Platz ein Tor. Zwei Jahre später bei der Weltmeisterschaft 2011 belegten die Australierinnen den fünften Rang. 2012 gehörte Glencora Ralph zum Aufgebot für das olympische Wasserballturnier in London. Die Australierinnen gewannen ihre Vorrundengruppe vor den Russinnen und den Italienerinnen, Ralph warf in der Vorrunde zwei Tore. Im Viertelfinale besiegten sie die Chinesinnen im Penaltyschießen, nachdem das Spiel nach der Verlängerung 16:16 gestanden hatte. In diesem Spiel erzielte Ralph drei Tore, beim Penaltyschießen traf sie in ihrem Versuch. Nachdem die Australierinnen im Halbfinale nach Verlängerung 9:11 gegen das US-Team verloren hatten, mussten sie auch im Spiel um Bronze in die Nachspielzeit. Diesmal gewannen sie mit 13:11 gegen die Ungarinnen.
2013 gehörte Glencora McGhie zum Aufgebot bei der Weltmeisterschaft in Barcelona. Die Australierinnen gewannen ihre Vorrundengruppe und siegten dann gegen Usbekistan, Griechenland und Russland. Im Finale unterlagen sie den Spanierinnen mit 6:8. McGhie warf sechs Turniertore, davon eins im Finale. Bei der Weltmeisterschaft 2015 in Kasan gewannen die Australierinnen erneut ihre Vorrundengruppe. Das Viertelfinale gegen die Chinesinnen endete 7:7, wobei McGhie einen Treffer beigesteuert hatte, am Shootout war McGhie nicht beteiligt. Im Halbfinale gewann die Mannschaft aus den Vereinigten Staaten mit 8:6, einen der sechs Treffer hatte McGhie erzielt. Das Spiel um den dritten Platz gegen die Italienerinnen endete wie das Viertelfinale 7:7, diesmal unterlagen die Australierinnen im Shootout und belegten damit den vierten Rang. 2016 bei den Olympischen Spielen in Rio de Janeiro verloren die Australierinnen im Viertelfinale nach Shootout gegen die Ungarinnen und belegten letztlich den sechsten Platz. McGhie warf im Viertelfinale zwei Tore, in den beiden Platzierungsspielen war sie jeweils einmal erfolgreich.